# 跑道視程

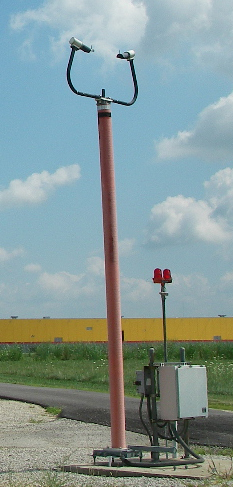
在能見度不佳時，於跑道旁用於測量跑道視程的透光儀

跑道視程（英文：Runway Visual Range，縮寫：RVR），在航空氣象上所使用，指駕駛飛行器的飛行員在跑道上，能識別跑道標誌的距離。使用英制的跑道視程，單位為百英呎，而使用公制的跑道視程，單位為公尺。
在飛行員執行儀器飛行的精密性進場時，跑道視程為飛行員能目視跑道的距離。而在起飛時，跑道視程代表飛行員能看的見跑道的距道。當跑道視程為200米時，飛行員能目視跑道的長度為200公尺。
當能見度不佳時，在飛行時，飛行員會以無線電，收到塔台或是其他航管單位給予跑道視程報告，跑道視程報告值最大為2000 m或6500 ft，大於此值的跑道視程報告，對飛行而言，並沒有什麼意義。航空公司的飛行員，都會有起飛和落地最低天氣限度，這些天氣限度，是RVR值作為限制。
跑道視程通常是使用裝置跑道旁的透光儀（Transmissometer）所測量，由於天氣不佳時，塔台上的氣象人員可能無法看見跑道，因此在塔台上測量的機場盛行能見度（Prevailing Visibility），在飛行操作上並無太大的意義。但在透光儀失效時，塔台人員可至跑道，以目視測量跑道燈光距離的方式，作為透光儀失效的備用措施（跑道燈泡間距為兩百英尺，大約60公尺）。
便於能見度極低的機場運行，在一條跑道上，最多會有三組跑道視程值，分別是：
- 接地區跑道視程（Touchdown Zone RVR or TDZ RVR）
- 跑道中部跑道視（Middle RVR or Mid RVR）
- 跑道末端跑道視程（Rollout RVR）